# Alex Soler-Roig
Alejandro Luis Carlos Soler-Roig Janer, detto Àlex (Barcellona, 29 ottobre 1932), è un ex pilota automobilistico spagnolo.

## Carriera
Ha esordito in Formula 1 nel 1970 con una Lotus, non qualificandosi per il Gran Premio di Spagna. Nel corso della stagione non si qualificò per altre due volte. Nel 1971 corse con la March. Iscritto in 5 Gran premi non si qualificò a Monaco e non vide la bandiera a scacchi negli altri 4 appuntamenti. L'anno seguente corse per due gran premi con una BRM del team España Marlboro BRM, senza vedere nuovamente l'arrivo a causa di incidenti.

## Risultati

### Risultati in Formula 1
| 1970 | Scuderia | Vettura   |  |    |  |    |  |    |  |  |  |  |  |  |  | Punti | Pos. |
| ---- | -------- | --------- |  | -- |  | -- |  | -- |  |  |  |  |  |  |  | ----- | ---- |
| 1970 | Lotus    | 49C / 72A |  | NQ |  | NQ |  | NQ |  |  |  |  |  |  |  | 0     |      |

| 1971 | Scuderia | Vettura |     |     |    |     |     |  |  |  |  |  |  |  |  | Punti | Pos. |
| ---- | -------- | ------- | --- | --- | -- | --- | --- |  |  |  |  |  |  |  |  | ----- | ---- |
| 1971 | March    | 711     | Rit | Rit | NQ | Rit | Rit |  |  |  |  |  |  |  |  | 0     |      |

| 1972 | Scuderia            | Vettura   |     |     |  |  |  |  |  |  |  |  |  |  |  | Punti | Pos. |
| ---- | ------------------- | --------- | --- | --- |  |  |  |  |  |  |  |  |  |  |  | ----- | ---- |
| 1972 | España Marlboro BRM | BRM P160B | Rit | Rit |  |  |  |  |  |  |  |  |  |  |  | 0     |      |

| Legenda | 1º posto     | 2º posto | 3º posto    | A punti         | Senza punti/Non class.  | Grassetto – Pole position Corsivo – Giro più veloce |
| Legenda | Squalificato | Ritirato | Non partito | Non qualificato | Solo prove/Terzo pilota | Grassetto – Pole position Corsivo – Giro più veloce |

### Risultati alla 24 Ore di Le Mans
| Anno | Classe | N° | Gomme | Vettura                           | Squadra                           | Co-piloti      | Giri | Pos. Assol. | Pos. di Classe |
| ---- | ------ | -- | ----- | --------------------------------- | --------------------------------- | -------------- | ---- | ----------- | -------------- |
| 1968 | P 3.0  | 35 | D     | Porsche 907/8 Porsche 2.2L Flat-8 | Alex Soler-Roig Squadra Tartaruga | Rudi Lins      | 145  | DNF         | DNF            |
| 1972 | T 3.0  | 52 | D     | Ford Capri 2600RS Ford 3.0L V6    | Ford Deutschland                  | Dieter Glemser | 289  | 11º         | 2º             |